# Ivoy-le-Pré
Ivoy-le-Pré é uma comuna francesa na região administrativa do Centro, no departamento Cher. Estende-se por uma área de 100,88 km². Em 2010 a comuna tinha 804 habitantes (densidade: 8 hab./km²).